# Morre
Morre är en kommun i departementet Doubs i regionen Bourgogne-Franche-Comté i östra Frankrike. Kommunen ligger i kantonen Besançon-Sud som tillhör arrondissementet Besançon. År 2022 hade Morre 1 321 invånare.

## Befolkningsutveckling
Antalet invånare i kommunen Morre
Referens:INSEE